# Єлизавета Марія Австрійська
Єлизавета Марія Австрійська (нім. Elisabeth Marie von Österreich), повне ім'я Єлизавета Марія Генрієтта Стефанія Гізела (нім. Elisabeth Marie Henriette Stephanie Gisela), після першого шлюбу відома як Єлизавета Марія цу Віндіш-Грец (нім. Elisabeth Marie zu Windisch-Graetz), після другого — Єлизавета Пецнек (нім. Elisabeth Petznek), (нар. 2 вересня 1883 — пом. 16 березня 1963) — австрійська ерцгерцогиня та угорська принцеса з династії Габсбургів, донька кронпринца Австро-Угорщини Рудольфа та бельгійської принцеси Стефанії, дружина принца Отто цу Віндіш-Греца, після розлучення — політика Леопольда Пецнека. Член Соціал-демократичної партії Австрії. Мала прізвисько Червона ерцгерцогиня.
Її ім'я носить острів Єлизавети у складі архіпелагу Земля Франца-Йосифа.

## Біографія

### Дитинство та юність
Єлизавета Марія народилась 2 вересня 1883 року у літній резиденції Габсбургів — Лаксенбурзі, що під Віднем. Вона стала єдиною дитиною в родині кронпринца Австро-Угорщини Рудольфа та його дружини Стефанії Бельгійської, з'явившись на світ за два роки після їхнього весілля. Народження принцеси віталося 21 гарматним залпом. Своє ім'я отримала на честь бабусі з батьківського боку — Єлизавети Баварської. Годувальницею для немовляти була обрана пані Онезорг.

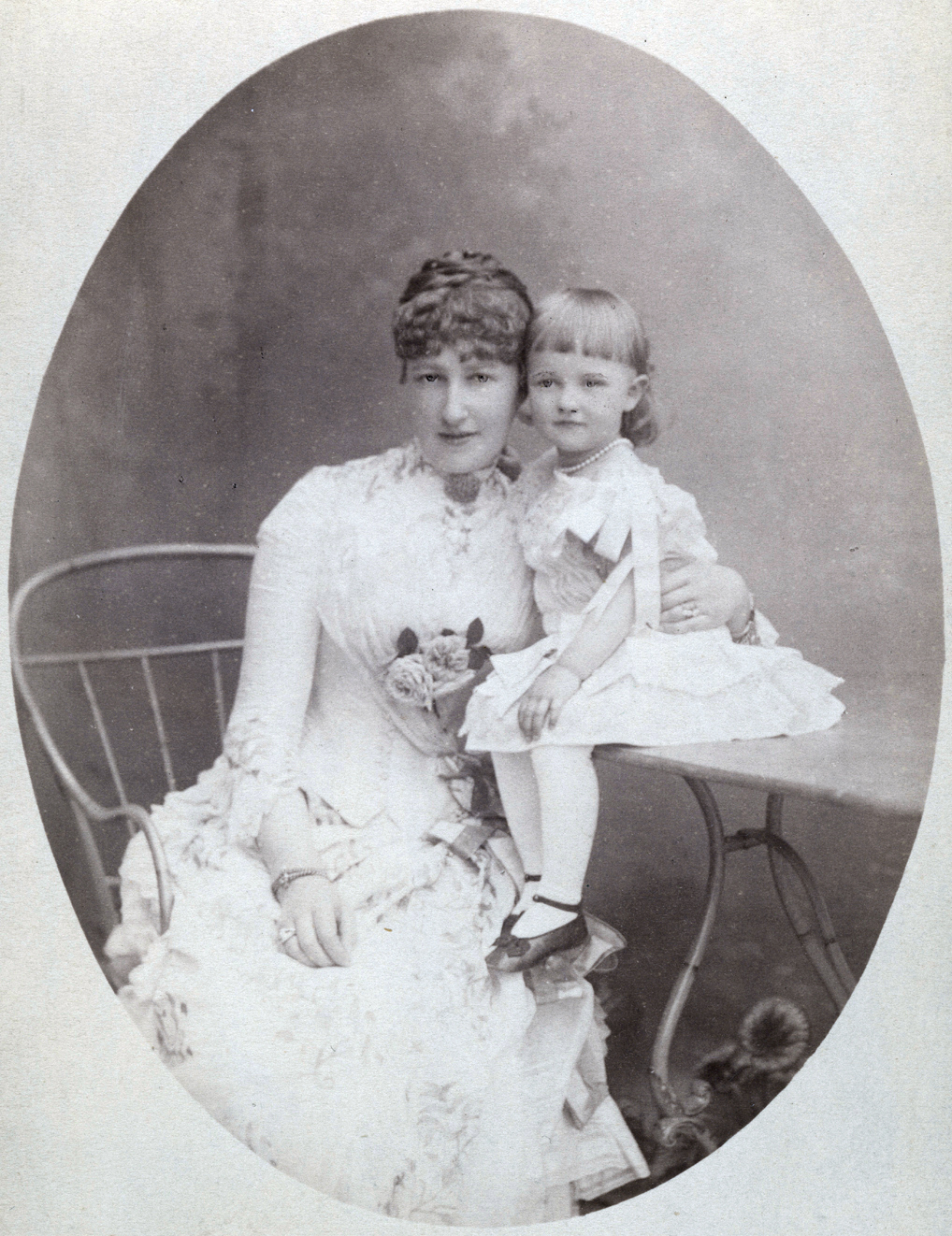
Світлина із матір'ю, 1885

Імператор Франц Йосиф I з приводу народження онуки пожертвував 50 тисяч гульденів на будівництво дитячого притулку, подарував місту Відень замок Вайнцирль під навчальний заклад та звелів амністувати 202 в'язнів з «невеликий вагою провини».
В родині дівчинку кликали на угорський манер Ержі. Її дитинство проходило у замку Лаксенбург. Маленька ерцгерцогиня могла гратися багатьма ляльками, вдягнутими у національні костюми усіх народів імперії, а також мала власний невеликий зоопарк, тварини в якому були переважно подарунками від батька. Її вихователькою була призначена графиня Куденхове.
Єлизавета мала 5 років, коли Рудольф із коханкою Марією Вечерою загинули в Маєрлінґу у 1889 році. Матір після цього багато часу проводила з донькою, однак згодом почала часто подорожувати, намагаючись розвіятись. Дівчинка близько потоваришувала з тіткою Клементиною.
Більшу частину часу ерцгерцогиня проводила з гувернантками. Навчалася літературі, філософії, географії, світовій і вітчизняній історії, ботаніці, зоології, мінералогії, брала уроки танців та етикету, непогано малювала та мала добре поставлене сопрано. Окрім німецької мови, володіла англійською, італійською, угорською та французькою.

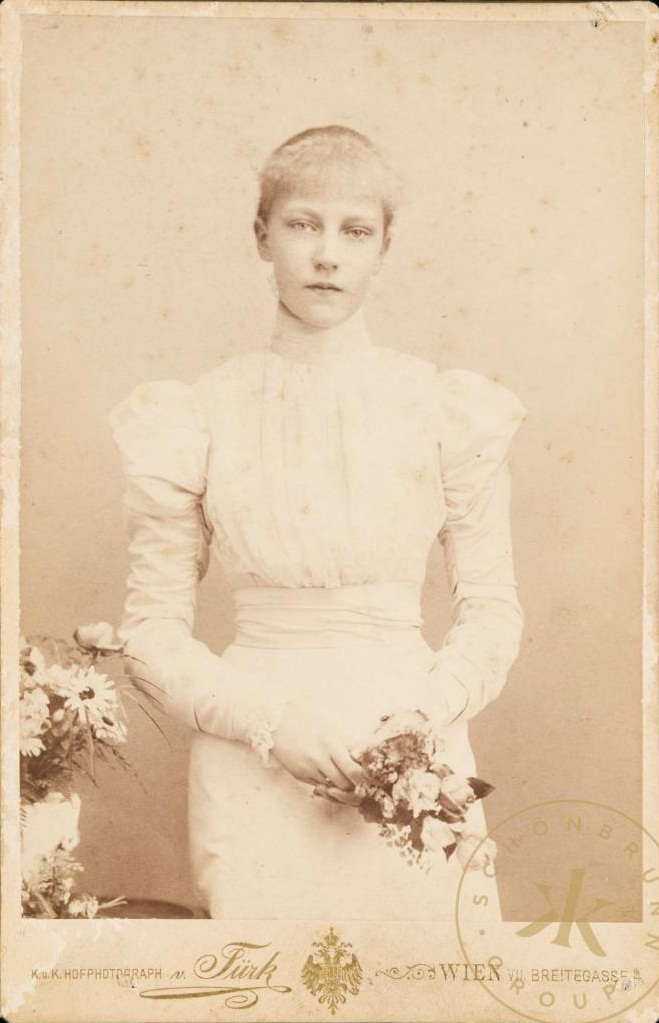
Світлина Ержі

У 15 років прочитала щоденники та записи Рудольфа. Згодом до кінця життя в річницю трагедії в Майерлінзі замовляла панахиду за упокій душі батька та «тієї бідолашної».
У лютому 1900 року відбувся її перший бал, на якому вся увага була прикута до онуки імператора. Там дівчина познайомилася з обер-лейтенантом уланського полка, принцом цу Віндіш-Грец, в якого невдовзі закохалася.
У березні 1900 року, з дозволу Франца Йосифа I, її матір одружилася вдруге з угорським дипломатом Елемером Лоньяєм, відмовившись від титулів. Єлизавета Марія на її весіллі присутньою не була і надалі майже не підтримувала стосунків, звинувачуючи у смерті батька.
Рудольф, згідно складеного за рік до смерті заповіту, залишив доньці все своє рухоме та нерухоме майно, яке було досить значним. Це забезпечило Єлизавету з фінансового боку на все життя.
Велику суму вона успадкувала також від бабусі Єлизавети, яка загинула у 1898 році від рук терориста. Та заповіла їй одну п'яту свого капіталу: 10 мільйонів золотих у цінних паперах та унікальну бібліотеку. Це зробило принцесу однією з найпривабливіших наречених імперії.
Ерцгерцогиня була потенційною партією для принца Альберта Бельгійського, який прагнув оженитися з нею, однак союз не був схвалений королем Леопольдом II. Надалі планувалося, що Єлизавета Марія стане дружиною Вільгельма Прусського. Втім, дівчина заявила про бажання узяти шлюб з Отто Віндеш-Грецом. Франц Йосиф вибір онуки не схвалив. Ситуація ускладнювалася тим, що принц Віндіш-Грец не був закоханий в ерцгерцогиню, хоча і вважав її досить милою, та не поспішав одружуватися. За деякими даними, він уже був заручений з іншою жінкою.

### Перший шлюб

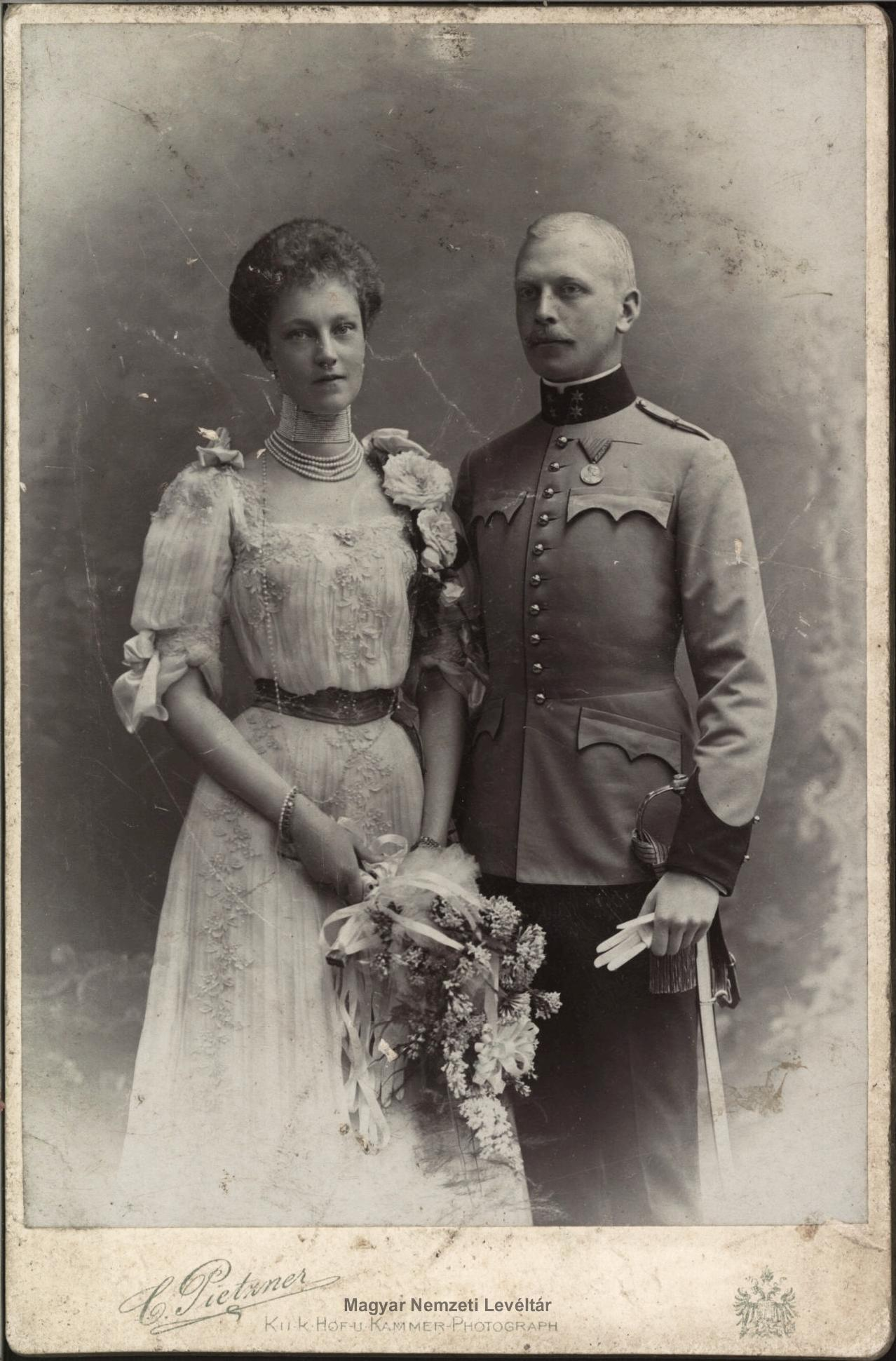
Світлина пари, січень 1902

Зрештою, кайзер погодився на шлюб онуки та дарував Отто титул князя. Єлизавета натомість відмовилася від своїх прав на австрійський трон за себе та майбутніх нащадків і вийшла з дому Габсбургів. Їй було дозволено зберегти свій титул, за нею зберігалося також право проживання у «найвищих покоях», право на віддавання їй честі військовими, відкривання перед нею обох стулок палацових дверей лакеями і право на палацовий траур у разі смерті. Про заручини було оголошено у замку Гетцендорф 13 жовтня 1901 року.
У віці 18 років Єлизавета Марія взяла шлюб із 28-річним принцом Отто Веріандом Віндіш-Грецьким. Вінчання пройшло 23 січня 1902 у каплиці замку Гофбург у Відні. Перед релігійною церемонією був підписаний шлюбний контракт. Посаг нареченої включав, окрім іншого, півмільйона крон, акції, нерухомість, довічний апанаж та коштовності. Відразу після церемонії пара у супроводі двох десятків слуг вирушила у весільну подорож в окремому потязі. Перші дні медового місяця молодята провели в Бледі, де каталися на човні та гуляли околицями. Звідти попрямували до Флоренції, Неаполю, Риму, Сицилії, Мальти та Єгипту. В Олександрії були прийняті послом Австро-Угорщини. У той же день вирушили до Каїру, де відвідали піраміди. Потім мандрували до Палестини та Єрусалиму, де взяли участь у пасхальних церемоніях. Завершуючи весільну подорож, подружжя відвідало султана Абдул-Гаміда II у Константинополі та короля еллінів Георга I в Афінах.
У Відні пара дізналася про нове призначення Отто до генерального штабу дев'ятого піхотного полку, який квартирував у Празі. Єлизавету зміни обрадували, в той час як Отто прагнув продовжити безтурботне столичне життя. Зрештою, до Праги подружжя прибуло за кілька місяців. Імператор надав у розпорядження онуки замок Плошковіц. Будівля була просторою, але незручною. Принцеса періодично мешкала там, переважно навесні та влітку, аж до 1912 року.
У шлюбі народила четверо дітей. Двоє молодших з'явилися на світ у замку Плошковіц.
Отто з часом почав програвати у карти великі суми з посагу дружини. В той час як вона полюбляла подорожі, він був домосідом. Бачитися вони стали рідше, після народження молодшої доньки між ними більшало відчуження.

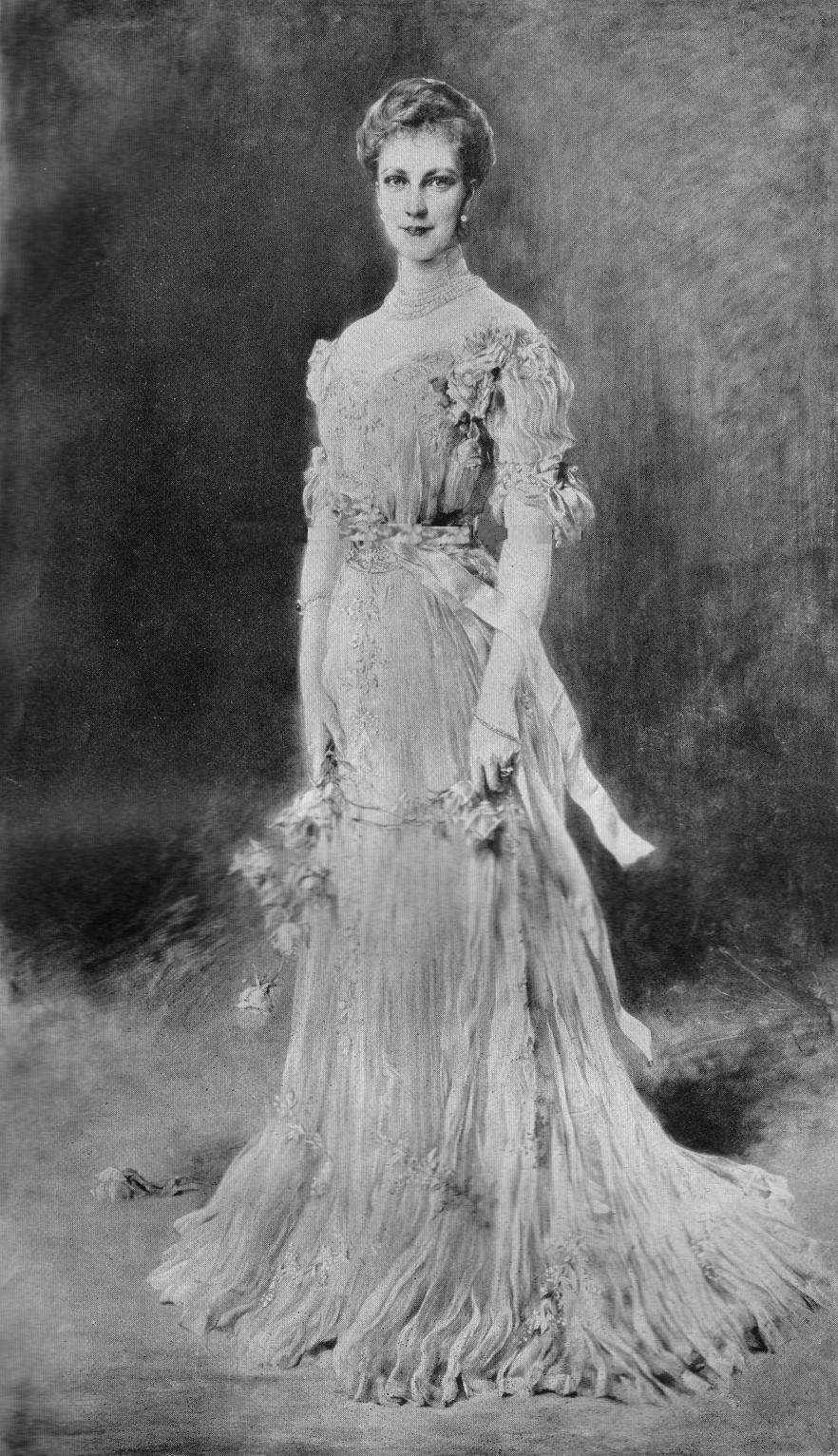
Портрет княгині пензля Й. Арпада Коппая

Обоє мали романи поза шлюбом, про які писалося в газетах. За словами одного з біографів Єлизавети Марії: «вона заводила стосунки з молодими офіцерами в Бріоні, Мірамарі й Аббацціо, причому перевага віддавалася флоту». Князь Віндіш-Грец вимагав розлучення. Єлизавета Марія звинувачувала чоловіка у примітивізмі, розумовій відсталості, імпотенції, схильності до збочень і хворобливій залежності від азартних ігор. Багато подорожуючи та спілкуючись з людьми із різних прошарків суспільства, вона з часом дійшла висновку що серед неаристократів розумних людей набагато більше, ніж серед дворян. Особистий лікар родини згадував пізніше, що одного разу княгиня звернулася до нього нарочито голосно та, споглядаючи в бік чоловіка, запитала: «Пане докторе, а як Ви думаєте, чи вистачило б розуму хоч у одного з класу аристократів вивчитися на лікаря?»
У 1911 році ерцгерцогиня придбала замок Шьонау, зробивши його своєю резиденцією. Ним вона володіла до 1930 року. Зиму проводила в Істрії разом із дітьми та окремо від чоловіка.
У Пулі в 1913 році вона познайомилася з офіцером флоту Егоном Лерхом, молодшим від неї на три роки, з яким у неї зав'язалися романтичні стосунки. У серпні 1914 року той був призначений капітаном підводного човну «U-12» та став відомим після торпедування французького лінкора «Жан Бар» в протоці Отранто у грудні місяці. Він загинув на мінному загороді при спробі проникнути у гавань Венеції у серпні 1915 року. Близький друг Лерха, Георг фон Трапп, відразу після його загибелі знищив всю його особисту переписку, запобігши подальшого розголосу. Втім, сама Єлизавета в одному з інтерв'ю після загибелі «U-12» відкрито казала:
«Було б нижче моєї гідності заперечувати відносини з Егоном Лерхом. Внаслідок постійної та послідовної зневаги з боку чоловіка, я шукала товариства більш духовно розвинених чоловіків. До них належав капітан Егон Лерх. Його героїчні діяння занесені до книги австрійської історії золотими літерами. Це була особистість, яка, як не глянь, незрівнянно перевершувала мого дуже обмеженого чоловіка».
 До самої смерті вона тримала у своїй спальні фото Лерха.
Після загибелі капітана Єлизавета Марія була готова дати згоду на розлучення, але Франц Йосиф намагався уникнути сімейного скандалу та призначив Отто утримання у розмірі 50 000 крон на рік, чим задовольнив усі вимоги князя. Однак, після смерті старого імператора, на розлучення подала сама Єлизавета Марія. У 1919 році імперія була скасована, і Отто, переставши отримувати апанаж, погодився на розірвання шлюбу. Подружжя швидко поділило майно, однак не змогло дійти згоди щодо опіки над дітьми. Оскільки, за законами того часу, у випадку розлучення діти залишалися з батьком, опіку присудили Отто Віндіш-Грецу. 28 березня 1921 року представники суду та відділу з питань опіки над неповнолітніми приїхали до Шьонау, аби забрати дітей у матері та відвезти їх батькові. Вхід до маєтку їм перегородила юрба з членів місцевої Робочої Ради, які заявили, що не допустять передачі дітей батькові, якого діти зовсім не знають. Події викликали міжнародне висвітлення в пресі. Слухання справи було перенесено до парламенту, ним особисто зайнявся міністр юстиції. Зрештою, процедури зупинились, діти залишились із матір'ю. Єлизавета, на знак подяки, відкрила сад замку для дітей робочих та допомагала їм овочами з власного городу.
Відповідно до закону, ерцгерцогиня була офіційно «відділена від столу і ліжка» чоловіка у 1924 році, але не була остаточно розлучена згідно церковного законодавства того часу, що робило неможливим повторний шлюб. Тільки у 1948 році вона домоглася усунення всіх бюрократичних перешкод.

### Подальше життя
У 1921 році, в ході запеклих суперечок з приводу опіки над чотирма дітьми, Єлизавета познайомилася з політиком Леопольдом Пецнеком, який згодом став її другим чоловіком. Пецнек в той час працював вчителем німецької мови, історії та географії у притулку Мьодлінга та був членом ландтагу. Їхня зустріч відбулася на зібранні виборців соціал-демократів у Леоберсдорфі, де Пецнек був одним зі спікерів. У 1925 році ерцгерцогиня, підтримуючи його, приєдналася до Соціал-демократичної партії Австрії. Серед партійних товаришів вона користувалася великою повагою.

Єлизавета захопилася соціальною проблематикою: брала участь в жіночому русі, організовувала гуртожитки для робітників, проводила в салонах свого замку партійні збори. Від аристократичного способу життя не відмовлялася. Казали, що вона єдиний член партії, який приїжджає на першотравневі демонстрації на своєму лімузині. При цьому жінка дуже дивувалася, коли товариші по партії називали її «імператорською високістю». Її вітчим, граф Лоньяй писав у своєму щоденнику: «Вона ходить на ці дивні мітинги і продає червоні гвоздики на вулиці …». Матір Єлизавети позбавила її спадку.

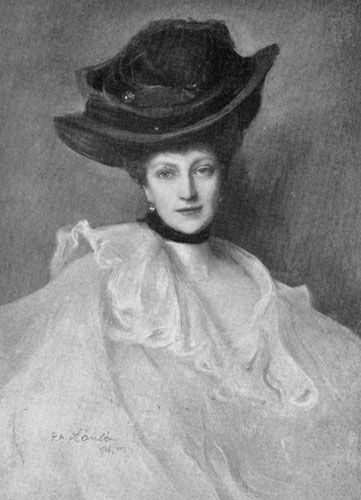
Портрет Єлизавети пензля Філіпа де Ласло

Разом з тим, княгиня часто відвідувала спірітуалістів. Хід сеансів записувала у щоденник. Відмовилася від елегантного вбрання, віддаючи перевагу бюргерському стилю.
У 1930 році, продавши замок Шьонау, Єлизавета оселилася з Пецнеком на великій віллі в Хітцінгу, оточеній парком у 2,7 га, яка стала відомою як вілла Віндіш-Грец. Обставивши її старовинним меблями та антикваріатом, ерцгерцогиня відтворила там, за відгуками гостей, «маленький Шенбрунн». В парку стояли римські статуї, у великому пруду розводили золотих рибок. Багато з тих, хто знав пару, відмічав, що Пецнек тримався більш аристократично, ніж екзальтована Єлизавета. Товариші по партії жартома називали Леопольда «лордом».
Відносини з дітьми, яких жінка обожнювала, з часом погіршилися. У 1934 році Отто Віндіш-Грец, до якого приєднався старший син Франц Йозеф, та Стефанія Лоньяй намагалися домогтися встановлення опіки над Єлизаветою, мотивуючи це тим, що вона витрачає численні сумми на підтримку соціал-демократичної партії. Втім, спроба виявилася марною: у міністерстві юстиції ходу їй не дали.
У лютому 1934 року Пецнека заарештували, затримавши на п'ять місяців без суду. Після цього він став безробітним. В епоху нацизму в будинку подружжя відбувалися обшуки, Пецнека періодично забирали для допитів. Сама ерцгерцогиня також була допитана кілька разів. У липні 1944 чоловіка заарештували й у вересні відправили до концтабору Дахау, де той перебував до березня 1945. Вілла Віндіш-Грец була захоплена радянськими військовими, а потім — конфіскована французьким Верховним комісаром Антуаном Бетуаром, що обрав її своєю резиденцією. Єлизавета була виселена до будинку в аварійному стані, пошкодженому бомбою. Пецнек після повернення став головою Рахункової палати (листопад 1945— лютий 1947).
У віці 64 років Єлизавета взяла свій другий шлюб із 66-річним Леопольдом Пецнеком. Весілля відбулося 4 травня 1948 у Відні. Дітей у подружжя не було. Після повернення Австрією незалежності у 1955 році пара змогла повернутися до вілли Віндіш-Грец. Втім, обоє вже були серйозно хворими.
Протягом всього часу підтримки соціал-демократів, ерцгерцогиня часто відвідувала партійні заходи особисто, брала участь у маршах та мітингах. В останні роки важкий ревматизм змусив її піти із суспільного життя. Часто вона пересувалася за допомогою інвалідного візка.

У липні 1956 року Пецнек пішов з життя від серцевого нападу. Після його смерті Єлизавета спілкувалася лише з дітьми та пасинком Отто, якого дуже любила, а також займалася розведенням німецьких вівчарок. Інколи її навідували старі товариші Бруно Крайський та Роза Йохман. В останні роки здоров'я ерцгерцогині погіршало, вона нечасто вставала з ліжка. Померла 16 березня 1963 у віці 79 років. Згідно бажання, була похована без урочистостей у безіменній могилі поруч із другим чоловіком на цвинтарі Хюттельдорфер у Відні.

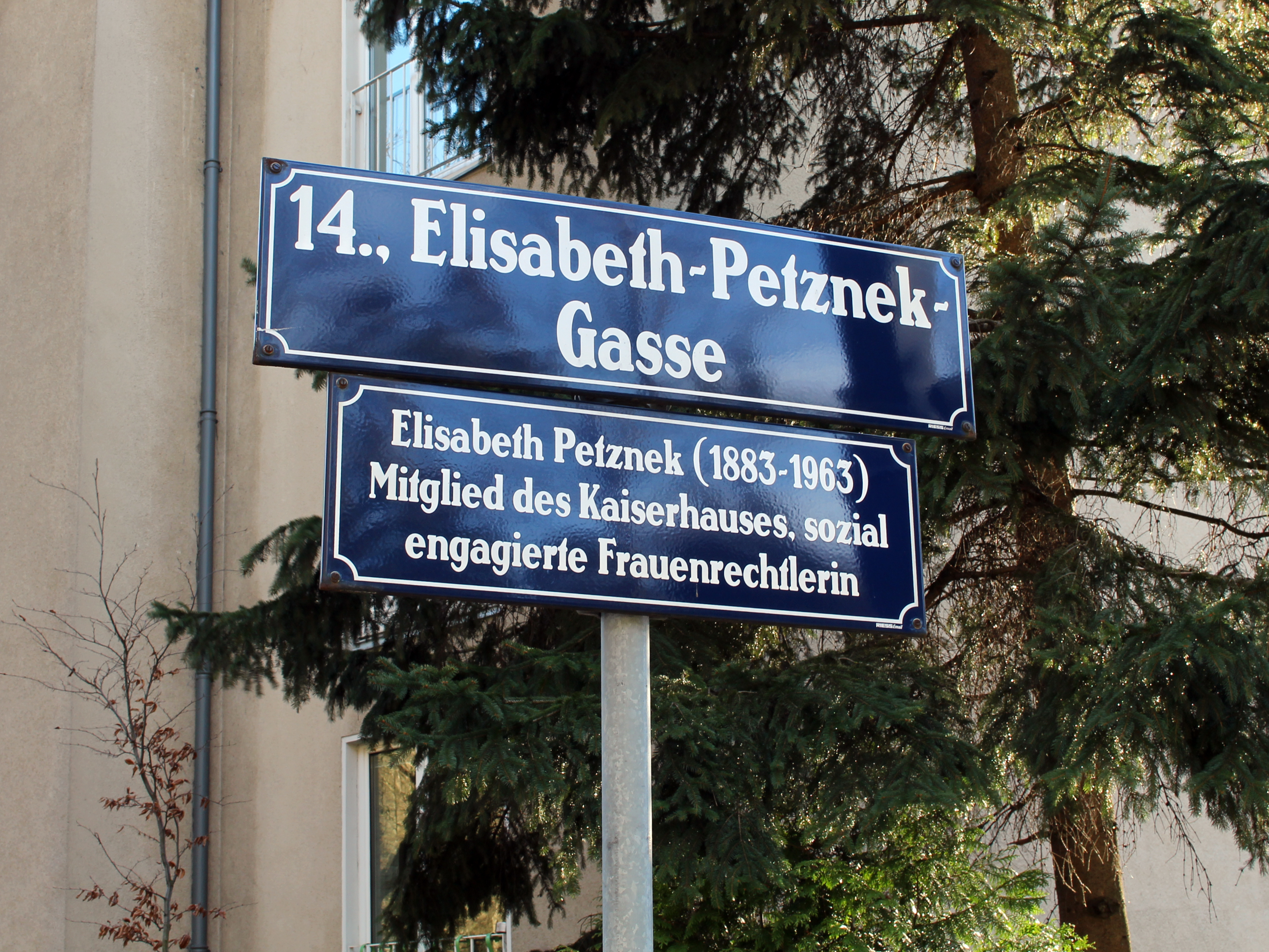
Табличка із назвою вулиці імені Єлизавети

Вілла Віндіш-Грец після її смерті була придбана муніципалітетом Відня і стала резиденцією муніципального центру наукової документації та навчального центру Центрального ощадного банку муніципалітету Відня. 500 сімейних реліквій, що належали імператорській родині Габсбургів, Єлизавета заповіла Австрійській Республіці. У заповіті було підкреслено, що її дітям і онукам заборонено переступати поріг вілли до тих пір, поки всі подаровані державі цінності не будуть відвезені з дому. Стежити за виконанням останньої волі покійної було доручено її адвокатам, за розпорядженням яких вілла перший тиждень охоронялася поліцією. Нащадкам Єлизавета залишила виключно нерухомість.

## Родина
Чоловік —  Отто Веріанд Віндіш-Грецький.
Діти:
- Франц Йозеф (1904—1981) — був одружений з графинею Жислен д'Аршо Шонговен, мав сина та доньку;
- Ернст (1905—1952) — художник, був двічі одруженим, мав чотирьох дітей від обох шлюбів;
- Рудольф (1907—1930 або 1939) — одруженим не був, дітей не мав, загинув в автокатастрофі;[4]
- Стефанія (1909—2005) — була двічі одружена, мала двох синів.

Чоловік —  Леопольд Пецнек.
Дітей не було

## Вшанування пам'яті
- Ім'я Єлизавети від 1998 року носить вулиця (нім. Elisabeth-Petznek-Gasse) у 14-му районі Відня.

## Нагороди
- Орден Зіркового хреста (Австро-Угорщина).